# Sant’Eufemia (Novara)

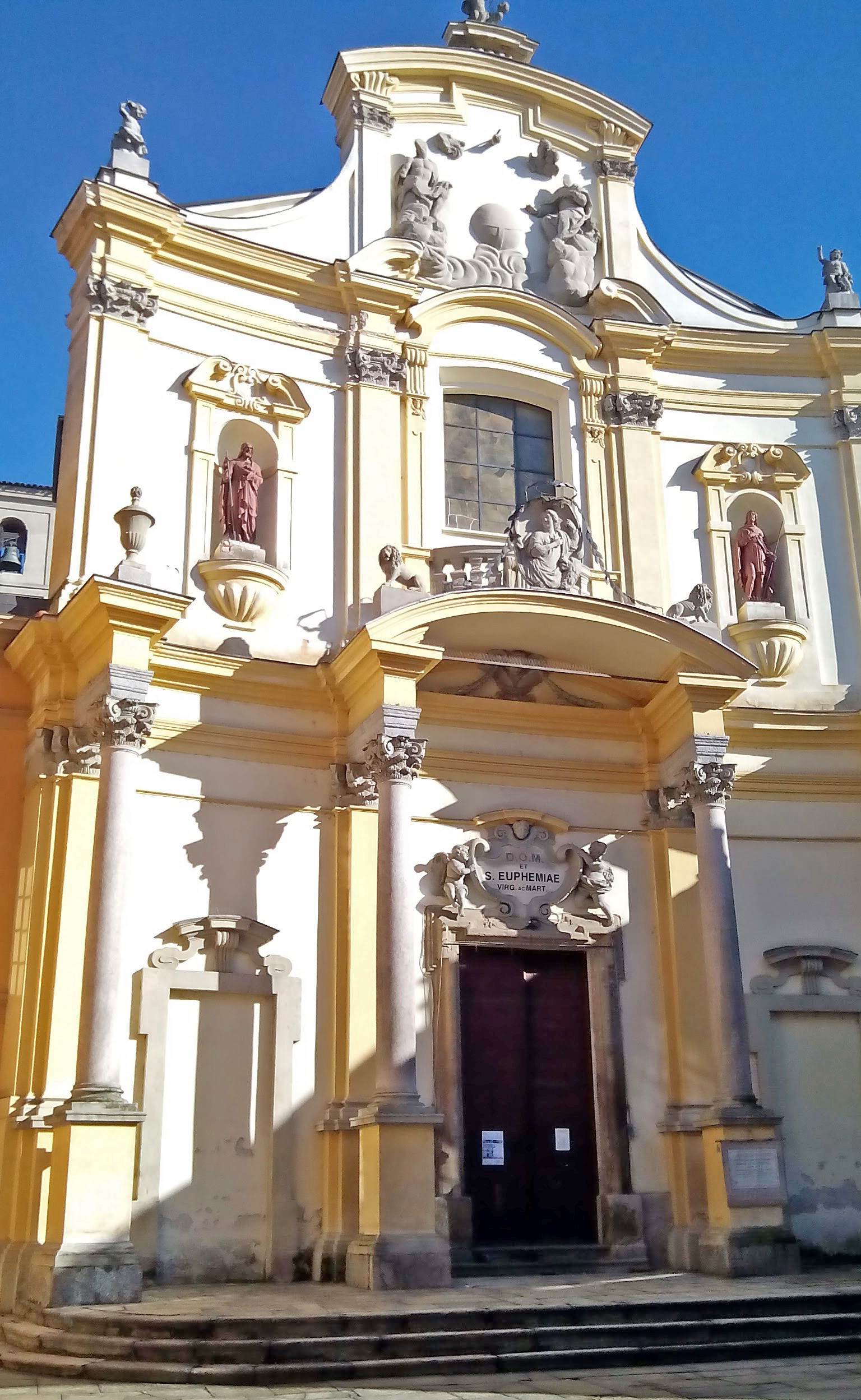
Chiesa di Sant’Eufemia in Novara

Die Chiesa di Sant’Eufemia ist ein römisch-katholisches Kirchengebäude im Stil des Barocks in Novara, der Hauptstadt der Provinz Novara in der Region Piemont, Italien. Sie steht an der via Magnani Ricotti 15.

## Geschichte
Die Kirche wurde im Jahre 1666 im Auftrag der gleichnamigen Bruderschaft anstelle einer älteren baufälligen Kirche begonnen und 1698 fertiggestellt. Sie ist typisch für Sakralbauten der Gegenreformation.

## Baukörper
Das Gebäude weist eine konkav geschwungene Fassade auf, die zwischen 1694 und 1698 erbaut wurde. Unterteilt wird diese durch vorspringende Gesimse, in ihrer Mitte befindet sich ein Vordach, das von schlanken Säulen getragen ist und von einem großen Fenster überragt wird, über dem sich wiederum ein geschwungener Giebel erhebt.
Der Grundriss der einschiffigen Kirche zeigt die Form eines lateinischen Kreuzes mit einem Querschiff und einem Chor.

## Ausstattung
Im Inneren der Kirche befindet sich ein Gemälde von G. Pianca Martyrium eines Heiligen, datiert 1745; ein weiteres, das mit „Sant’Agostino“ signiert und 1677 datiert ist und die „Himmelfahrt unter den Heiligen“ darstellt; ferner ein Gemälde von Bartolomeo Vandoni aus dem siebzehnten Jahrhundert mit einer Darstellung St. Omobonos; sowie ein Fresko aus dem fünfzehnten Jahrhundert im Chor. Die Schnitzereien an der barocken Kanzel wurde zwischen 1682 und 1683 von A.F. Vallo aus Novara ausgeführt. Der Chor wurde 1775 im Stil des Rokoko von G. Olivarez aus Corbetta und P. Barengo aus Magenta gestaltet.

## Grabmale
In der Kirchen befinden sich mehrere Grabdenkmäler aus Marmor. Das des Grafen Giuseppe Tornielli Brusati wurde 1843 von Antonio Bisetti geschaffen, weiterhin befinden sich in der Kirche das Grabmal für Kardinal Giovanni Caccia-Piatti und das des Bischofs Giacomo Scotti.